# Беквілл (Техас)
Беквілл (англ. Beckville) — місто (англ. city) в США, в окрузі Панола штату Техас. Населення — 722 особи (2020).

## Географія
Беквілл розташований за координатами 32°14′37″ пн. ш. 94°27′22″ зх. д. / 32.24361° пн. ш. 94.45611° зх. д. (32.243602, -94.456087).  За даними Бюро перепису населення США в 2010 році місто мало площу 3,15 км², уся площа — суходіл.

## Демографія
Згідно з переписом 2010 року, у місті мешкало 847 осіб у 312 домогосподарствах у складі 229 родин. Густота населення становила 269 осіб/км².  Було 374 помешкання (119/км²).
Расовий склад населення:
| - 64,5 % — білих - 23,8 % — чорних або афроамериканців - 0,5 % — корінних американців - 0,1 % — вихідців з тихоокеанських островів - 0,1 % — азіатів - 8,5 % — осіб інших рас |

До двох чи більше рас належало 2,5 %. Частка іспаномовних становила 13,8 % від усіх жителів.
За віковим діапазоном населення розподілялося таким чином: 29,2 % — особи молодші 18 років, 59,0 % — особи у віці 18—64 років, 11,8 % — особи у віці 65 років та старші. Медіана віку мешканця становила 32,7 року. На 100 осіб жіночої статі у місті припадало 98,8 чоловіків;  на 100 жінок у віці від 18 років та старших — 94,8 чоловіків також старших 18 років.
Середній дохід на одне домашнє господарство  становив 49 710 доларів США (медіана — 37 917), а середній дохід на одну сім'ю — 52 479 доларів (медіана — 53 409). За межею бідності перебувало 26,3 % осіб, у тому числі 36,8 % дітей у віці до 18 років та 14,5 % осіб у віці 65 років та старших.
Цивільне працевлаштоване населення становило 370 осіб. Основні галузі зайнятості: освіта, охорона здоров'я та соціальна допомога — 22,2 %, сільське господарство, лісництво, риболовля — 16,5 %, будівництво — 11,6 %, науковці, спеціалісти, менеджери — 10,0 %.